# بيري ريفز
بيري ريفز (بالإنجليزية: Perrey Reeves)‏ هي ممثلة أمريكية، ولدت في 30 نوفمبر 1970 بنيويورك في الولايات المتحدة.

## أعمال

### أفلام
- (1991) لعبة طفل 3
- (2005) السيد والسيدة سميث[4]

### مسلسلات
- أنتوراج
- الملفات الغامضة
- إن سي آي إس
- تشريح غراي
- التحقيق في موقع الجريمة
- شبح هامس
- كاسل
- هاواي فايف أو

## وصلات خارجية
- بيري ريفز على موقع IMDb (الإنجليزية)
- بيري ريفز على موقع ألو سيني (الفرنسية)
- بيري ريفز على موقع تيرنر كلاسيك موفيز (الإنجليزية)
- بيري ريفز على موقع أول موفي (الإنجليزية)
- بيري ريفز على موقع قاعدة بيانات الأفلام السويدية (السويدية)
- بيري ريفز على موقع إن إن دي بي (الإنجليزية)
- بيري ريفز على موقع قاعدة بيانات الفيلم (الإنجليزية)
- بيري ريفز على موقع كينوبويسك (الروسية)